# Цифровая валюта центрального банка
Цифровая валюта центрального банка (Central bank digital currency, CBDC) (также называемая цифровая фиатная валюта или цифровые базовые деньги) — цифровые деньги, эмитентом которых является ЦБ в разных государствах.
Текущая концепция CBDC может быть вдохновлена биткойном и другими криптовалютами, но отличие от виртуальной валюты или криптовалюты в том, что CBDC выпускается государством и централизовано управляется. Большинство реализаций чаще всего не используют любые виды распределённого реестра, такого как блокчейн. Большинство CBDC не имеют такого признака криптовалюты, как децентрализация.
Цифровая валюта центрального банка не является криптовалютой, хоть и имеет некоторые её признаки.
CBDC на текущий момент представляет собой в основном гипотетическую стадию, с некоторыми программами в виде доказательства концепции. Глава ЕЦБ Кристин Лагард обозначает, что более 80 центральных банков присматриваются к цифровым валютам. Китайский цифровой юань был первой цифровой валютой, принятой в крупной экономике. На апрель 2022 года, 3 центральных банка запустили CBDC:
- Центральный банк Багамских Островов (sand dollar)
- Восточно-Карибский Центральный банк (DCash)
- Центральный банк Нигерии (e-naira)

## Предыстория
Центральные банки напрямую внедряли цифровые деньги ранее, например, в 1990-е годы в Финляндии выпускались дебетовые карточки с предоплаченной стоимостью. В 2000 году проект «I LIKE Q» был запущен в Чехии, предоставив возможность реализации так называемых микротранзакций в Интернете. Для платежей пользователи использовали виртуальную валюту Q, справедливая оценка которой была связана по фиксированному курсу обмена с Чешской кроной в соотношении 100 Q = 1 чешская крона. Обе валюты были полностью конвертируемы. Автором проекта был Пепе Рафадж. Проект «I LIKE Q» был закрыт в 2003 из-за поправки в чешском законодательстве, которое в то время не предусматривал такие формы платежей. В 2021 году та же самая группа представила проект Corrency, который является типом цифровой валюты, обогащённой smart контрактами или Drone Money.

## Страны

### Швеция
В 2016 году начали появляться сообщения о планах Риксбанка ввести национальную цифровую валюту. Поводом к этому послужило резкое сокращение обращения наличных денег. Швеция начала тестировать цифровую крону в 2020 году. Отмечалось, что она будет работать на основе блокчейна. Весной 2021 года Центробанк сообщил об окончании первого этапа тестирования цифровой валюты. Регулятором было обнаружено несколько критических проблем, которые должны быть решены перед широким внедрением е-кроны.

### Китай
Народный банк Китая в 2014 году начал проявлять интерес к разработке собственной CBDC для внутренних расчётов между физическими лицами. Пилотный проект по внедрению цифрового юаня (e-CYN) был запущен в июне 2021 года и охватил 6 городов. Во время Зимних олимпийских Игр в Китае 2022 года, цифровой юань стал впервые доступен для иностранцев. Эрик Бетел, который когда то работал представителем США во Всемирном банке считает, что Китай будет использовать этот механизм для того, что бы подвинуть доллар на мировой арене, для увеличения своего влияния в мировом масштабе и ужесточения контроля за людьми в своей стране, используя механизм «социального рейтинга».
«Это инструмент для наблюдения, замаскированный под платёжный механизм. Это позволит Народному банку Китая (НБК), их центральному банку, изучить историю покупок каждого». — сказал Эрик Бетел (работавший представителем США во Всемирном банке).

#### Гонконг
В специальном административном регионе Китая в Гонконге в 2021 году было заявлено о планах создания собственной цифровой валюты гонконгского доллара e-HKD. В апреле 2023 года было заявлено о тестовом запуске цифровой валюты на платформе Ripple.

### Нигерия
Ещё до внедрения цифровых валют центральных банков в Нигерии активно развивалась и пользовалась популярностью криптовалюта Bitcoin. Нигерия стала одной из стран лидеров по использованию биткойна в мире несмотря на сопротивление местных властей.
В 2021 году правительство Нигерии решило запустить цифровую валюту центрального банка eNaira. 25 ноября электронная найра была официально запущена, став первой цифровой валютой центробанка на африканском континенте. Несмотря на различные скидки которые предлагались правительством для пользователей eNaira, тех кто ей начал пользоваться спустя год после её внедрения насчиталось всего лишь 0,5 % населения страны. Местные коммерческие банки не заинтересованы в продвижении eNaira, поскольку эти банки не имеют доступа к кошелькам пользователей. Несмотря на сопротивления местных властей против внедрения криптовалют в стране, Нигерия занимает 11 место по внедрению криптовалютных бирж в мире.

#### Протесты после ограничения выдачи наличных банками
9 января 2023 года правительство Нигерии ограничило снятие наличных в банкоматах на сумму более $225 в неделю для физических лиц, чтобы заставить население использовать цифровую валюту Центробанка (CBDC). Принуждение к использованию CBDC и ограничение выдачи наличных в Банках из-за попытки властей перевести всех на полностью безналичную экономику привели к массовым народным протестам и беспорядкам. Протестующие недовольные тем, что их старые банкноты отказываются принимать, по официальной информации новых банкнот на всем не хватило их напечатали недостаточное количество. Протестующие недовольные происходящим перекрывают дороги, бьют банкоматы, поджигают банки, поступает информация о грабежах банков.

#### Binance Nigeria Limited
9 июня 2023 года официальный орган по ценным бумагам Нигерии признал биржу Binance Nigeria Limited незаконной, под предлогом того, что она не зарегистрирована официально. Это произошло всего через несколько дней после того, как аналогичная ситуация произошла в США, изначально в США Комиссия по ценным бумагам и биржам в США (SEC) подала на биржу Binance иск. Биржа Binance говорит, что в Нигерии у неё нет представительства, так называемая организация Binance Nigeria Limited к их организации отношения не имеет.

### Россия
В октябре 2020 года ЦБ России запустил общественные дискуссии по поводу внедрения цифрового рубля, представив консультационный доклад на своём сайте. В декабре 2021 года был подготовлен прототип новой формы валюты, а в январе 2022 года началось её тестирование банками. В 2023 году планируется постепенное введение цифрового рубля в оборот. 1 апреля планируется тестирование цифрового рубля для физических лиц. Госдума в 1-м чтении приняла законопроект о цифровом рубле № 270838-8. Ко второму чтению планируется доработать законопроект. 24 июля 2023 года подписан Федеральный закон № 339-ФЗ о внедрении цифрового рубля. Максимальная сумма пополнения счёта цифрового рубля в месяц составляет 300 тысяч рублей. Цифровой рубль — является лишь средством для платежей и расчётов, но не является средством для сбережений. На цифровые рубли не начисляются какие либо проценты как в банке по вкладам и с помощью цифрового рубля нельзя взять кредиты. Сперва внедрение цифрового рубля перенесли на неопределённое время. Потом установили дату начала использования с 1 сентября 2026 года. Правительство планирует постепенное внедрение цифрового рубля в бюджетный процесс для перевода средств федеральным бюджетным и автономным организациям.

### Украина
Национальный банк Украины озвучивал желание выпустить электронную гривну ещё в 2017 году. Позже НБУ планировал к 2025 году начать внедрение электронной гривны. Немного позже на Украине приняли решение, что всё же хотят уже в 2023 году попробовать запустить пилотный проект электронный гривны на базе Stellar.

### Республика Беларусь
ЦБРБ планирует внедрить в ближайшее время цифровой белорусский рубль. В конце января 2024 года началась разработка платформы для цифровой валюты. Проект будет базироваться на открытом блокчейне Hyperledger.

### Грузия
ЦБ Грузии планирует запустить цифровой лари и уже заключил соглашение с Ripple.

### Казахстан
Цифровой тенге планируют запустить в обращение к осени 2023 года. 15 августа 2023 года Национальный банк Казахстана провёл презентацию проекта введения цифрового тенге для Высшей аудиторской палаты. 16 ноября 2023 года НБРК и Binance протестировали запуск тестовой версии стейблкоина, который обеспечен цифровым тенге.

### Индия
С 1 декабря 2022 года Центральный банк Индии начал использование в Индии цифровой рупии CBDC-R. Самая крупная в Индии сеть розничных магазинов в Индии начала принимать цифровой рупий e-Rupee.

### США
Министерство финансов США создаст рабочую группу для рассмотрения различных вопросов, связанных с возможным введением цифрового доллара. Конгресс США подготовил новый законопроект против цифровых валют CBDC, документ запрещает ФРС выпуск цифрового доллара. Это объясняется слежкой и тем, что он не является конфиденциальным и несёт угрозу личному суверенитету. Указ президента США Дональда Трампа запрещает разрабатывать, выпускать и продвигать цифровой доллар.

### Зимбабве
В апреле 2023 года Зимбабвийской резервный банк объявил о намерении ввести цифровую валюту, обеспеченную золотом. Сообщается, что это станет одним из видов интервенций для стабилизации национальной валюты.

### Великобритания
В Британии идут обсуждения: Банк Англии и министерство финансов склоняются к введению цифрового фунта во второй половине 2025 года.

### Франция
ЦБ Франции было решено использовать для своей CBDC блокчейн платформу Tezos. ЦБ Франции в апреле 2021 года провёл эксперимент по использованию собственной CBDC.

### Бразилия
Бразилия готовится запустить собственную CBDC цифровую валюты в 2023 году анонсировали тестовый вариант проверки системы, в 2024 году планируется перейти к её общественному использованию.

### Турция
29 декабря 2022 года ЦБ Турции провёл первые тестирование переводы с цифровой лирой внутри цифровой платформы.

### Япония
ЦБ Японии в апреле 2023 года планировалось провести тестирование собственной CBDC.

### Таиланд
В 2024 году в рамках тестирования национальной цифровой валюты вначале года планируется выдать более 50 млн гражданам Таиланда по 10 тыс. батов ($300).

### Австралия
ЦБ Австралии в 2020 году начал процесс по созданию своей цифровой валюты.

### Иран
В апреле 2022 года ЦБ Ирана объявил о готовности экспериментального варианта цифрового риала. С 21 июня 2024 года при участии крупных банков Mellat и Tejarat новый вид национальной валюты вводится на острове Киш.

## Союзы

### Евросоюз
Изначально планировалось, что в 2024 году в Евросоюзе может быть принято окончательное решение по поводу цифрового евро. Но немного раньше этой даты, уже в октябре 2023 года было объявлено ЕЦБ о тестировании системы цифрового евро, которое начнётся с 1 ноября 2023 года и продлится два года.

### БРИКС
Ещё в 2019 году были обсуждение о создании собственной цифровой валюты БРИКС. в 2022 году было объявлено о подготовке к созданию такой CBDC. Россия предложит странам входящим в БРИКС создать свою независимую платформу на блокчейне для осуществления внешних расчётов между странами БРИКС.

## Блокчейн-платформы

### Ripple
Ripple запустил в тестовом режиме блокчейн-платформу «Ripple CBDC Platform» для цифровых национальных валют центральных банков. За основу для своего CBDC некоторые ЦБ разных стран выбрали Ripple, такие как: ЦБ Грузии, ЦБ Черногории, ЦБ Бутана, ЦБ Гонконга.

### Ethereum
ЦБ разных стран выбравшие для своей цифровой платформы валюты платформу Ethereum: ЦБ Австралии, ЦБ Франции.

### mBridge
Проект mBridge (Multiple CBDC Bridge) представлен в 2021 году властями Китая, Гонконга, Таиланда и ОАЭ. Это совместная разработка Китая, ОАЭ и Таиланда.

## Риск
9 октября 2021 года Эдвард Сноуден опубликовал статью, посвящённую цифровым валютам центрального банка (CBDC), и заявил, что они являются «новейшей опасностью, нависшей над общественным горизонтом». Сноуден также подчеркнул, что CBDC «ближе к извращению криптовалюты» и «криптофашистской валюте», он заявил, что CBDC «специально созданы, чтобы лишать пользователей права владения их деньгами».
Внедрение CBDC сопряжено с такими рисками как — монополизация финансовой системы ЦБ, попытки установления лимитов в вопросе обращения денег для граждан, организаций и государственных, муниципальных учреждений, а также возможность лишения денег их главной функции — функции накопления.